# Philipp Muntwiler
Philipp Muntwiler (Bazenheid, 25 febbraio 1987) è un ex calciatore svizzero, di ruolo centrocampista.

## Palmares

### Club

#### Competizioni nazionali
- Coppa del Liechtenstein: 6

Vaduz: 2013-2014, 2014-2015, 2015-2016, 2016-2017, 2017-2018, 2018-2019